# げつ→きん420
『げつ→きん420』（げつきんよんにーまる）とは、2016年4月4日から2017年3月31日まで秋田テレビで放送されていたローカル情報バラエティ番組・夕方ワイド番組である。

## 番組概要
毎週金曜日に放送されていた『SUPER jumpin'』を発展・帯番組化させたもので、ドラマの再放送などが放送されている秋田県内において史上初めての夕方4時台の情報帯番組だった。
さらに秋田テレビにおいて平日夕方の帯番組は『情報ステーションi455』終了以来14年ぶりだった。
2017年3月31日をもって終了。同年4月7日より後継番組として『きんよう420』が開始。

## 出演者

### MC
- 熊坂良（秋田テレビアナウンサー）[1]

### 中継リポーター
- 相場詩織（元・静岡朝日テレビアナウンサー）

### お天気
- 杉山真理（気象予報士）[2]

### コメンテーター
- 真坂はづき（月曜）
- 久杉香菜（火曜）
- 保泉久人（水曜）
- 石垣政和（木曜）
- シャバ駄馬男（金曜）